# Civilization III: Conquests
Civilization III: Conquests – drugi i zarazem ostatni oficjalny dodatek do Civilization III, pozwalający graczom wziąć udział w ośmiu największych podbojach znanych z historii naszej cywilizacji, w tym podboju Mezopotamii czy Ameryki. W każdej z ośmiu kampanii przygotowanych przez autorów, obejmujemy pieczę nad jedną z ośmiu nowych, potężnych cywilizacji (m.in. Sumeryjczycy i Majowie). Każda z rzeczonych nacji posiada swego własnego potężnego przywódcę, unikalne jednostki (m.in. Sumerian Enkidu Warrior, Trebuchet), technologię i specjalne umiejętności czy cechy. Ponadto możliwości gry rozszerzone zostały o szereg nowych funkcji, w tym: nowe warunki zwycięstwa, nowe cuda świata (Statua Zeusa), nowe elementy terenu, nowe surowce (tytoń, egzotyczne owoce, itp.), nowe katastrofy i klęski żywiołowe (erupcje wulkanów), nowe budynki i ulepszenia miast, nowe opcje dyplomatyczne, nowe typy rządów (np. Islamski Sułtanat) oraz wsparcie dla rozgrywki za pośrednictwem poczty elektronicznej (play-by-email). Udoskonalony został także edytor map i scenariuszy.